# Chŏngju-gun
Chŏngju-gun (koreanska: 정주군) är en kommun i Nordkorea.   Den ligger i provinsen Norra P'yŏngan, i den västra delen av landet, 90 km nordväst om huvudstaden Pyongyang.